# Target: Renegade
Target: Renegade (с англ. — «Цель: Ренегат») — компьютерная игра жанра Beat ’em up, выпущенная в конце восьмидесятых годов XX века компанией Ocean Software на их собственном лейбле Imagine для восьмибитных компьютеров Amstrad CPC, Commodore 64 и ZX Spectrum, а также выпущенная компанией Taito для игровой приставки NES. Игра является продолжением вышедшей ранее игры Renegade и имеет продолжение — игру с названием Renegade III: The Final Chapter. В процессе получения прав на выпуск собственной версии оригинальной игры Renegade для домашних компьютеров, Ocean приобрела права на производство и выпуск собственных продолжений игры, доступных только пользователям домашних компьютеров. Target Renegade стал первым таким сиквелом.
Игра предусматривает участие одного или двух игроков (версия для C64 имеет только однопользовательский режим), и представляет собой приключение уличного бойца по прозвищу «Ренегат», который желает отомстить за убийство своего брата Мэтта главному злодею: главарю уличной мафии по прозвищу «Мистер Биг». Главный персонаж носит белый жилет и солнечные очки, однако, в силу технических ограничений, в версии для ZX Spectrum, персонаж носит тёмный жилет.
Обложка игры изображает голого по пояс уличного бойца, очевидно, мастера боевых искусств, в прыжке ударом ноги разбивающего окно. Однако человек, изображённый на обложке, не имеет никакого отношения к персонажам игры. На самом деле — это изображение легендарного американского кикбоксера и артиста Джо Льюиса, взятое с обложки его книги о боевых искусствах. Использование данного изображения в игре — примета того времени, когда вышла игра: дань повальному увлечению восточными единоборствами, охватившему мир во второй половине XX века.
Воодушевлённая успехом игры Double Dragon, Ocean превзошла по качеству предыдущую игру — Renegade, поскольку теперь игра была с боковым скроллингом и была играбельна даже на такой платформе, как ZX Spectrum. На большинстве платформ Target: Renegade имела подгружаемые дополнительно уровни, однако для модели ZX Spectrum с 128 Кб оперативной памяти игра загружалась с носителя в один приём.

## Уровни
Игра состоит из пяти уровней, при этом детали врагов и оружия разнятся от одной версии игры к другой. В версии для NES уровни очень напоминают игру Double Dragon, а в версиях для домашних компьютеров число деталей явно уменьшено. Кроме того, версии для NES и C64 не имеют «кооперативного» режима для двух игроков.

### Многоуровневая парковка
Действие первого уровня игры происходит на заброшенной автомобильной парковке. На героя нападают мотоциклисты, пытающиеся его переехать. Единственный способ избежать этого — ударом ноги в прыжке сбить мотоциклиста с мотоцикла, при этом не получив повреждения от мотоцикла самому. Парковка состоит из трёх уровней, доступ к которым осуществляется на лифте. Забавно, что игрок начинает прохождение с верхнего уровня. В версиях для Spectrum и Amstrad некоторые мотоциклисты вооружены кувалдами, которые можно отнять и использовать как оружие.

### Трущобы ночью
Второй уровень представляет собой опустевшую, тёмную улицу. Забавно, но в игре про уличные драки, полной насилия, здесь в роли противников выступают женщины (предположительно, проститутки). Основная форма их нападения — удар коленкой в пах, некоторые из них имеют шипованные дубины, которые так же может использовать игрок. Подобно предыдущему уровню, для игрока существует опасность в виде сутенёра, который периодически появляется из-за левой границы экрана, когда игрок находится далеко справа и стреляет в игрока из пистолета. После того, как он совершит несколько выстрелов, сутенёр становится доступным для рукопашного боя.

### Парк
Третий уровень игры — опустевший парк, с деревьями и скамейками на заднем плане. Противниками в парке являются одетые в жилетки бритоголовые головорезы. Версии для Spectrum и Amstrad также включают в число противников панков и торговцев наркотиками. Отличием от других уровней является то, что если там враги носят и используют оружие, которое можно отобрать, здесь оружие — топор — можно найти валяющемся на земле в середине уровня, и враги не способны его использовать.

### Торговый центр
Предпоследний уровень игры находится в торговом комплексе. В некоторых версиях игры враги здесь впервые с начала игры имеют оружие, в данном случае это — бейсбольные биты. В версии для Spectrum у врагов вообще нет оружия на этом уровне, а действие происходит не в торговом центре, а на улице «американского вида», в то время как в версии для Amstrad враги швыряют в героя кирпичами. Если вам удастся увернуться от кирпича, вы можете поднять его и бросить во врага. Чтобы пройти этот уровень, игроку необходимо сразиться с уличной бандой, именуемой Beasty Boys («Зверские парни») (вероятная отсылка к музыкальному коллективу The Beastie Boys, поскольку члены банды носят бейсбольные кепки в стиле хип-хопа). Так же впервые с начала игры противники могут пригибаться, когда герой атакует их ногой в прыжке. Кроме того, в уровне присутствует талисман банды, питбуль, периодически выбегающий и пытающийся искусать игрока (игроков).

### Бар
Завершающий уровень Target: Renegade — бар, владельцем которого является мистер Биг, главный злодей. Чтобы добраться до него, игроку придётся иметь дело с полчищем персонала, вышибал, охранников, главный манёвр которых — схватить героя и трижды ударить его головой. Будучи схваченным, игрок самостоятельно не способен очнуться. Однако, если вы играете вдвоём, то на помощь схваченному игроку может прийти его партнёр. Покончив с персоналом, вы попадаете в заднюю комнату, где вас ожидает финальный босс. Мистер Биг оправдывает своё прозвище, являясь соперником огромного роста. Его коронный приём — смертельные объятия, попав в которые, игрок теряет жизнь. Однако, если вы играете вдвоём, то второй игрок способен прервать «объятия» и спасти при этом своему напарнику жизнь. Ключевой стратегией для прохождения этого уровня может стать то обстоятельство, что мистер Биг не способен схватить вас, если вы находитесь к нему спиной. Поэтому рекомендуется всё время находиться к нему спиной, используя удары ногой. Также можно использовать бильярдные кии в качестве оружия.

## Родственные игры
Ocean Software, купившая права на выпуск Renegade для домашних компьютеров, выпустила продолжение игры Target: Renegade под названием Renegade 3: The Final Chapter. Японская корпорация Technos, создатель оригинальной игры Renegade для игровых автоматов, выпустила собственную линейку сиквелов и спин-оффов для японского рынка к игре Nekketsu Kōha Kunio-kun, японской версии Renegade. Target: Renegade и Renegade III: The Final Chapter никоим образом не имеют отношения к серии игр Kunio-kun.
Поскольку игра выходила для NES, то данную игру можно было встретить и на пиратских картриджах Dendy в России, а также в странах где имели место клоны Famicom — причём как в оригинальном варианте, так и во варианте пиратского ромхака под названием Double Dragon IV, что объяснялось схожестью этих игр между собой.
В 2006 году неофициальный ремейк Spectrum-версии вышел для Windows. Расширенный мультиплеер позволял теперь до шести игроков одновременно. Target; 2006 получил оценку в 70 % в 41-м выпуске журнала Retro Gamer.